# Caracatiță
Caracatița  este un gen de moluște cefalopode. Ele trăiesc în mări și oceane. Corpul are forma unui sac. Capul prezintă doi ochi mari, o coroană din 8 brațe (octo=opt), numite tentacule, prevăzute cu ventuze și o gură cu fălci tari. Corpul este acoperit de o „manta”. Caracatițele se hrănesc cu crustacee, pești, scoici etc. În corp, caracatița are o glandă plină cu un lichid brun (asemănător cu cerneala), care, eliminat în apă, o ajută să se apere de prădători. Majoritatea caracatițelor folosesc această substanță atunci când sunt urmărite. Reprezentantul tipic al acestui gen de moluște este caracatița comună Octopus vulgaris. Caracatițele sunt pescuite pentru carnea lor foarte apreciată în gastronomie.
Potrivit unui nou studiu, caracatițele, animalul nevertebrat cel mai complex din punct de vedere neurologic, ar putea simți dureri psihologice la fel ca mamiferele .

## Sursă
- Enciclopedia sovietică moldovenească, Chișinău, 1972, vol. 3, p. 207-208